# Monte Zeda
Il Monte Zeda (2.157 m s.l.m.) è una montagna delle Alpi Ticinesi e del Verbano nelle Alpi Lepontine.

## Descrizione
Si trova in Piemonte (Provincia del Verbano-Cusio-Ossola), tra la Val Grande e la Valle Cannobina ed è inserito nel Parco Nazionale della Val Grande. È posto alla convergenza tra i territori comunali di Miazzina, Aurano e Val Cannobina. Assieme alla Cima della Laurasca è la montagna più alta della zona.

## Accesso alla vetta
Si può salire sul monte partendo da Premeno e passando prima dall'Alpe Manegra, per Piancavallo poi, infine per il "Passo Folungo" a (1.369 m s.l.m.) ed Alpe Archia, oppure da Falmenta lungo due diversi sentieri in 5 ore di cammino. Altro accesso, altrettanto lungo, è passando dall'Alpe Pala, sopra il centro abitato di Miazzina, si raggiunge il Pian Cavallone. Da qui dal colle della Forcola si arriva a Pizzo Marona da cui di cresta si arriva a Monte Zeda. Questo accesso presenta dei punti aspri ed esposti, a tratti con catene. Da percorrere con cautela e buona preparazione.

## Punti di appoggio
- Rifugio Pian Cavallone[5]

## Tutela naturalistica
I versanti meridionale e occidentale della montagna fanno parte del Parco nazionale della Val Grande.

## Galleria d'immagini

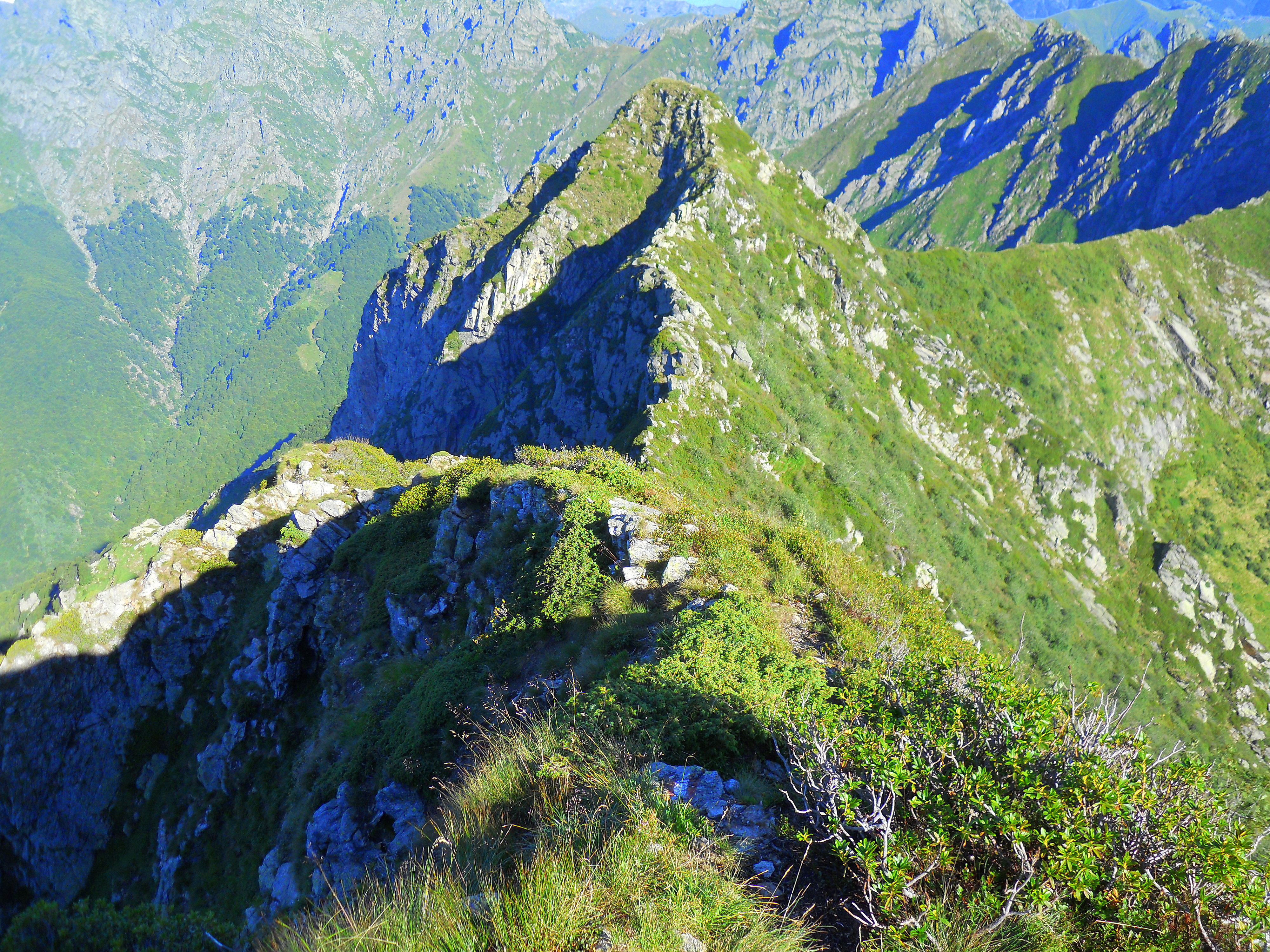
La cresta nord
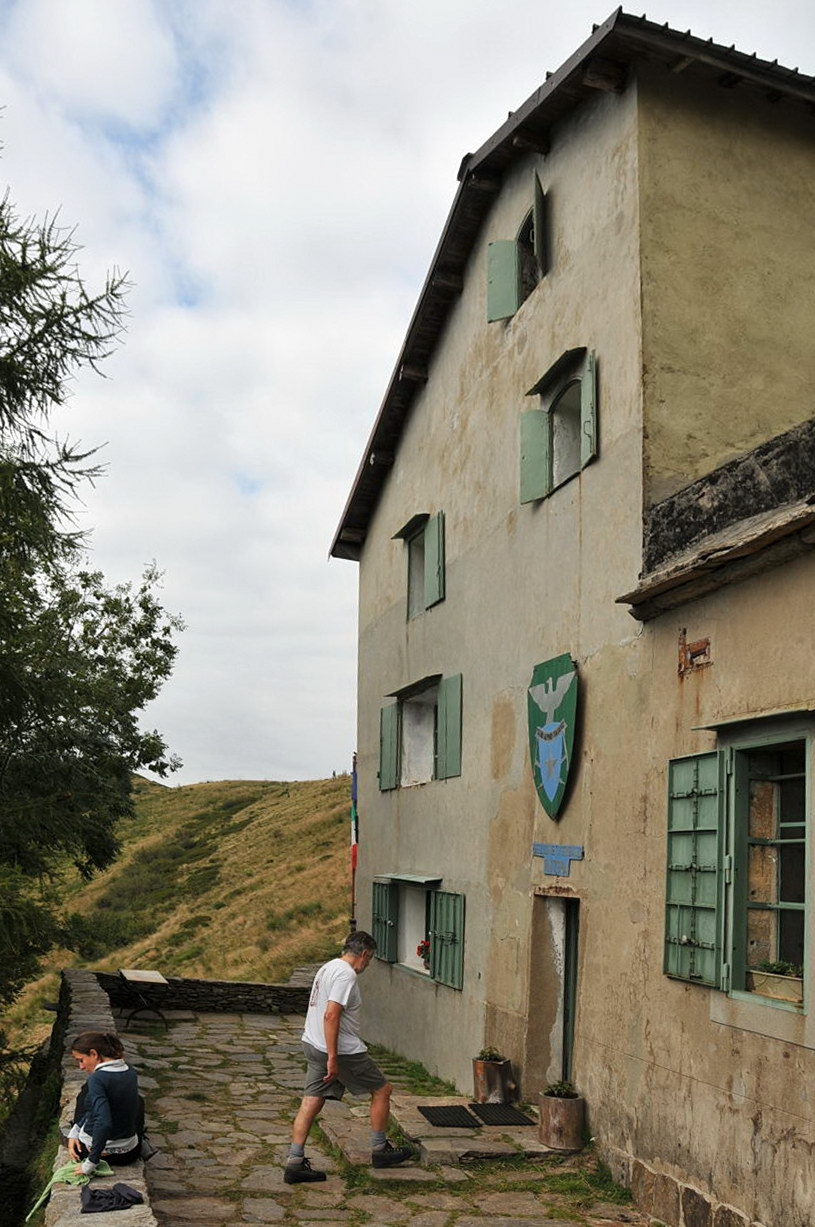
Il Rifugio Pian Cavallone
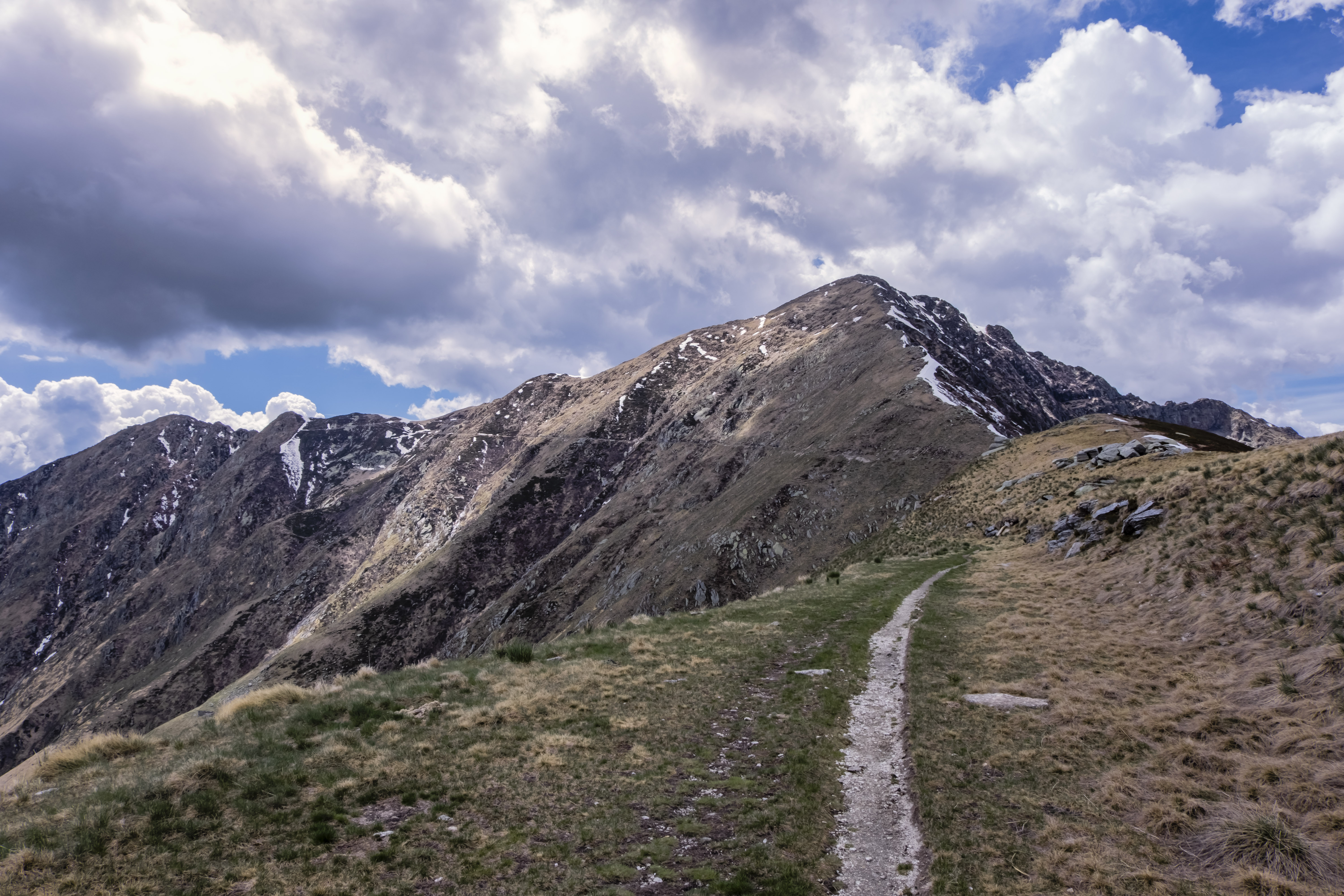
Il sentiero per la Zeda
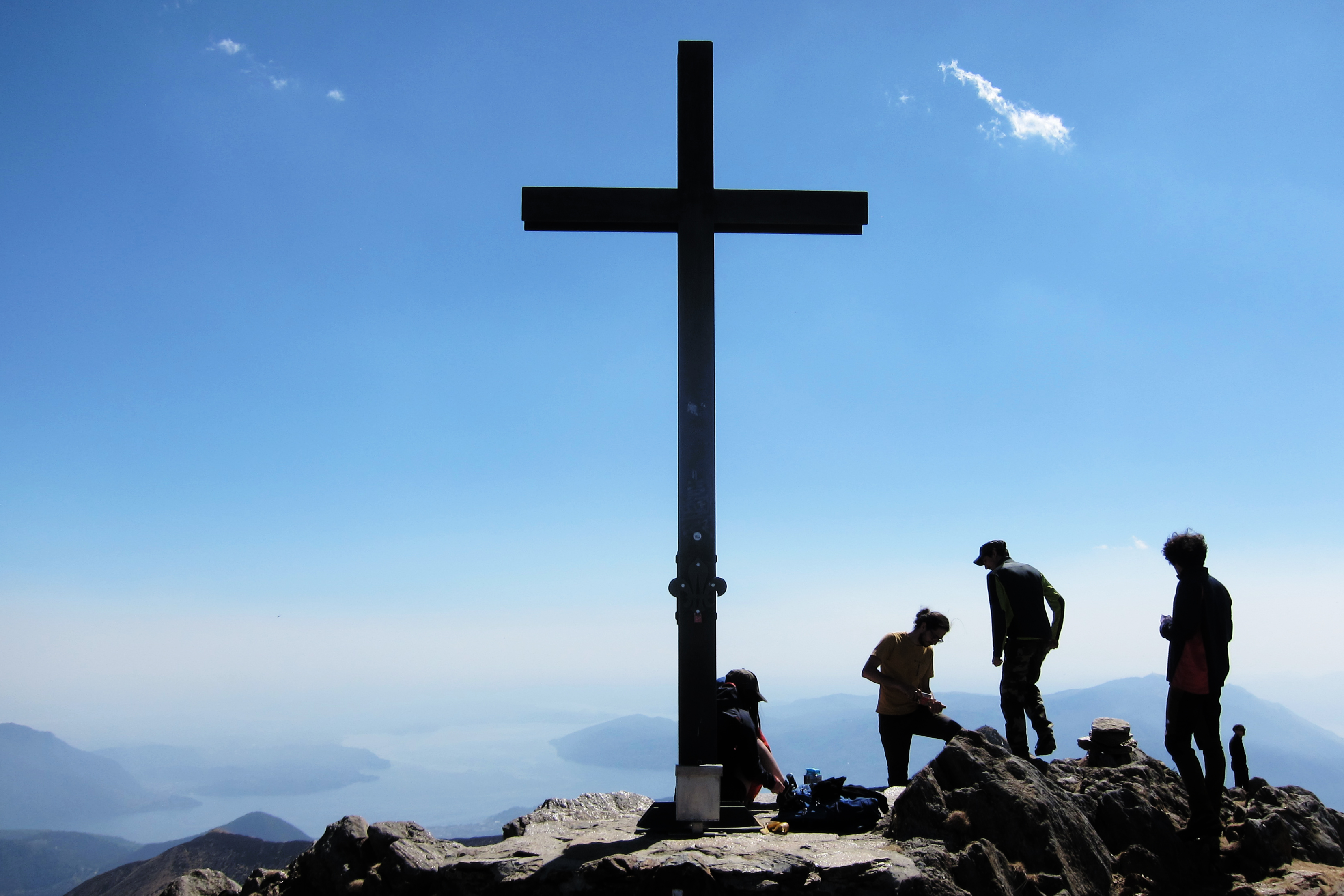
Croce di vetta del Monte Zeda